# Меган Рат
Меган Рат (англ. Meaghan Rath, нар. 18 червня 1986) — канадська телевізійна акторка. Вона знялася в телесеріалах «Школа перших ракеток» і «Асистенти». У 2011—2014 зображувала Саллі Малік у містичному телесеріалі «Бути людиною» телеканалу Syfy.

## Біографія
Рат народилася в Монреалі, провінція Квебек. Рат вивчала кіно та комунікації в коледжі Доусон. Рат — австрійського й англійського походження з боку батька й індійського з боку матері. В неї є молодший брат Джессі, який також актор.
16 травня 2020 року одружилася з британським актором Джеком Катмор-Скоттом.

## Фільмографія
| Рік       |    | Українська назва                      | Оригінальна назва                        | Роль                                  |
| --------- | -- | ------------------------------------- | ---------------------------------------- | ------------------------------------- |
| 2020      | с  | Супердівчина                          | Supergirl                                | Брейніак 5 (2 епізоди)                |
| 2017—2020 | с  | Поліція Гаваїв                        | Hawaii Five-0                            | Тені Рей (72 епізодів)                |
| 2020      | с  | Приватний детектив Магнум             | Magnum P.I.                              | Тені Рей (1 епізод)                   |
| 2018      | ф  | Клініка                               | The Clinic                               | д-р Лейн                              |
| 2018      | с  | Шиттс-Крік                            | Schitt's Creek                           | Клер (1 епізод)                       |
| 2017      | тф | Опікун                                | The Trustee                              | Еліза Редлі                           |
| 2017      | ф  | Ще один вид весілля                   | Another Kind of Wedding                  | Ліла                                  |
| 2017      | с  | Пройдисвіт                            | Rogue                                    | Клі Анну (10 епізодів)                |
| 2016      | с  |                                       | Cooper Barrett's Guide to Surviving Life | Келлі Бішоп (13 епізодів)             |
| 2015—2016 | с  | Новенька                              | New Girl                                 | Мей (5 епізодів)                      |
| 2015      | с  | Таємниці і брехня                     | Secrets and Lies                         | Ніколь (5 епізодів)                   |
| 2015      | с  | Мотив                                 | Motive                                   | Елла Роллінз (1 епізод)               |
| 2015      | с  | Банші                                 | Banshee                                  | Еймі Кінг (5 епізодів)                |
| 2014      | с  |                                       | Banshee Origins                          | помічниця шерифа Еймі Кінг (1 епізод) |
| 2014      | с  | Королівство                           | Kingdom                                  | Татіана (3 епізоди)                   |
| 2011—2014 | с  | Бути людиною                          | Being Human                              | Саллі Малік (52 епізоди)              |
| 2013      | ф  | Роман на три ночі                     | Three Night Stand                        | Сью                                   |
| 2012      | с  | Точка займання                        | Flashpoint                               | Ребекка Вон (1 епізод)                |
| 2011      | тф | Кібербулінг                           | Cyberbully                               | Шеєнна Мортенсон                      |
| 2010—2011 | с  | 18 для життя                          | 18 to Life                               | Вайолет / Ерін Бойд (2 епізоди)       |
| 2010      | кф |                                       | You Are So Undead                        | Мері Маргарет                         |
| 2009      | с  | Аарон Стоун                           | Aaron Stone                              | Татіана Кейн (2 епізоди)              |
| 2009      | с  | Асистенти                             | The Assistants                           | Ріґбі Гестінгз (13 епізодів)          |
| 2008      | ф  | Війни випускного вечора               | Prom Wars: Love Is a Battlefield         | Джен Л.                               |
| 2007      | с  | Гартленд                              | Heartland                                | Джен (1 епізод)                       |
| 2007      | тф | Дволикий убивця / Таємниця моєї дочки | My Daughter's Secret                     | Кортні                                |
| 2007      | тф | Я одружуюся із собою                  | I Me Wed                                 | Трейсі                                |
| 2004—2006 | с  | Школа перших ракеток                  | 15/Love                                  | Ейдена Стайлз (47 епізодів)           |
| 2006      | с  | 10.5 балів: Апокаліпсис               | 10.5: Apocalypse                         | Рейчел (2 епізоди)                    |
| 2004      | с  | На місці чи з собою?                  | Fries with That                          | покупчиня / Моллі (2 епізоди)         |
| 2001      | ф  | Загублені й несамовиті                | Lost and Delirious                       | подруга Еллісон                       |